# ويلهلم بوغ (سياسي)
ويلهلم بوغ هو مترجم وعالم عقيدة وسياسي نرويجي، ولد في 20 مايو 1838 في تروندهايم في النرويج، وتوفي في 7 أبريل 1896 في Christiania/Kristiania ‏ في النرويج. نشط حزبياً في حزب المحافظين. وقد انتخب أسقف (1893 – 1896) وانتخب أستاذ متفرغ وانتخب عضو برلمان النرويج ‏ عن دائرة Kristiania, Hønefoss og Kongsvinger ‏ خلال فترته النيابية ‏ (1883 – 1885).